# ألبرت إمون
ألبرت إمون (بالفرنسية: Albert Emon) (24 يونيو 1953 في بروڤنس ألپ كوت دازور) لاعب كرة قدم فرنسي معتزل كان يجيد اللعب في مركز المهاجم وحاليا مدرب من دون نادي .

## المسيرة الرياضية كلاعب
بدأ إمون مسيرته الرياضية في نادي مرسيليا حيث لعب أغلب مشواره وساهم في الفوز ببطولة دوري الدرجة الأولى سنة 1972 ثم انتقل إلى نادي موناكو وساهم في فوز الفريق ببطولة كأس فرنسا سنة 1980 ثم انتقل إلى نادي ليون ثم نادي طولون ثم نادي كان حيث اعتزل اللعب في سنة 1988 .
على المستوى الدولي شارك في 8 مباريات مع منتخب فرنسا في الفترة من 1975 إلى 1980 .

## المسيرة الرياضية كمدرب
تولى إمون تدريب نادي نيس ثم نادي طولون ثم نادي مرسيليا على 3 فترات . في نوفمبر 2000 حل بشكل مؤقت مع كريستوف غالتير مكان البرازيلي أبيل براغا الذي تم عزله بسبب سوء النتائج . في ديسمبر 2001 تولى تدريب الفريق خلفا للكرواتي توميسلاف إيفيتش وقاد الفريق حتى نهاية الموسم حيث ترك منصبه المؤقت وتراجع للخلف من أجل أن يكون مساعدا للمدرب ألان بيران . في سنة 2004 تولى تدريب الفريق بشكل مؤقت بعد رحيل خوزيه أنيغو وقبل تعيين فيليب تروسيه وبعد وصول الأخير أصبح إمون مساعدا له وفي الموسم التالي أصبح مساعدا للمدرب جان فيرنانديز حتى تم منحه الثقة الكاملة بتعيينه مدربا للفريق اعتبارا من موسم 2006-2007 حيث قاد الفريق للتأهل إلى بطولة دوري أبطال أوروبا . في 25 سبتمبر 2007 تم عزل إمون بسبب قيادة الفريق لتحقيق فوز واحد من أصل 9 مباريات في بطولة دوري الدرجة الأولى وحل مكانه البلجيكي إيريك غيريتس .

## روابط خارجية
- ألبرت إمون على موقع الاتحاد الأوربي (الإنجليزية)
- ألبرت إمون على موقع قاعدة بيانات كرة القدم.إي يو (الإنجليزية)
- ألبرت إمون على موقع ناشيونال فوتبول تيمز (الإنجليزية)
- ألبرت إمون على موقع Soccerbase.com (مدرب) (الإنجليزية)
- ألبرت إمون على موقع كووورة